# Alexander Luther
Alexander Ferdinand Luther, född 17 februari 1877 i Helsingfors, död där 9 augusti 1970, var en finländsk zoolog. Han var far till botanikern Hans Luther.
Luther blev student 1895, filosofie kandidat 1900 och filosofie licentiat 1904, då han utnämndes till docent i zoologi vid Helsingfors universitet.  Åren 1903–11 var han därjämte amanuens vid universitetets zoologiska museum.  År 1917 utnämndes han till kustos vid Helsingfors universitets zoologiska museum och var 1918–47 e.o. professor i zoologi. Samma år blev han på grund av Johan Axel Palméns testamente föreståndare för Tvärminne zoologiska station. Han studerade 1912–14 utvecklingsfysiologi i Tyskland som Rosenbergsk stipendiat. Han invaldes 1948 som utländsk ledamot av svenska Vetenskapsakademien.
Luther riktade först sin uppmärksamhet åt faunistiken, särskilt molluskernas, och utgav Bidrag till kännedom om land- och sötvattengastropodernas utbredning i Finland (i Finska vetenskapssocietetens "Acta", 1901). Ett specialstudium utgjordes av virvelmaskarnas morfologi, som han studerade 1902–03 i Graz och Trieste. Till detta gebit hör hans betydande licentiatavhandling Die Eumesostomien (1904) och en annan systematisk undersökning Zur Kenntnis der Gattung Macrostoma (i festskrift för J.A. Palmén, 1905). 
Sedermera ägnade Luther sitt intresse åt vertebraternas jämförande anatomi, för vars studium han 1905–07 som Alexanderstipendiat vistades i Heidelberg och München. Resultat av dessa studier är avhandlingen Untersuchungen über die vom N. trigeminus innervierten Muskulatur der Selachien (Haie und Rocken) och Beitrag zur Kenntnis von Muskulatur und Skelett des Kopfes des Haises Stegostoma tigrinum und der Holocephalen (bägge i Finska vetenskapssocietetens "Acta", 1909). Han redigerade tillsammans med Odo Reuter det stora arbetet "Bibliotheca zoologica Fenniæ" (i "Acta societatis pro fauna et flora fennica", 1902–08). Senare arbeten är Studien über acöle Turbellarien aus dem Finnischen Meerbusen (1912) och Über die vom N. trigeminus versorgte Muskulatur der Ganoiden und Dipneusten (1913).

## Utmärkelser
- Kommendörstecknet av Finlands Lejons orden,  1943[2]

[Redigera Wikidata]